# Santiago Maior (Alandroal)

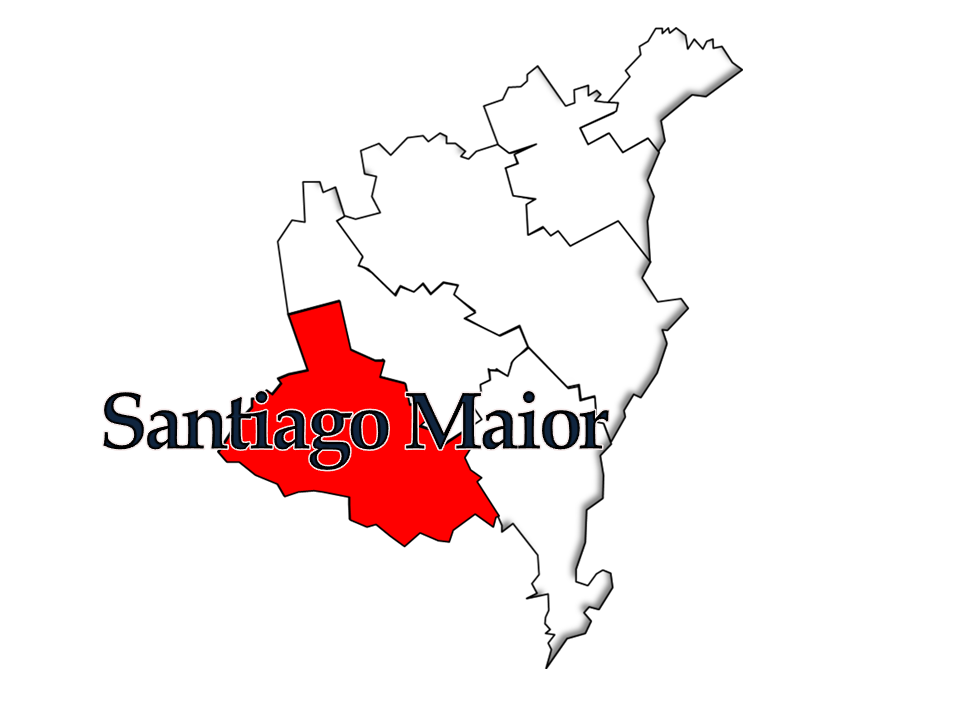
Localização da Freguesia de Santiago Maior no município do Alandroal

Santiago Maior é uma freguesia portuguesa do município de Alandroal, com 112,99 km² de área e 1881 habitantes (censo de 2021). A sua densidade populacional é 16,6 hab./km².
Localizada no sudoeste do concelho, a freguesia de Santiago Maior tem por vizinhos as freguesias de São Pedro a nordeste e Capelins a leste e os concelhos de Reguengos de Monsaraz a sul e Redondo a oeste.
Pertenceu, até 1836, ao extinto concelho de Terena. Fazem parte desta freguesia as localidades de Aldeia dos Marmelos, Aldeia das Pias, Aldeia da Venda, Orvalhos, Cabeça de Carneiro, Seixo e Casas Novas de Mares.

## Demografia
A população registada nos censos foi:
| Distribuição da População por Grupos Etários | Distribuição da População por Grupos Etários | Distribuição da População por Grupos Etários | Distribuição da População por Grupos Etários | Distribuição da População por Grupos Etários |
| -------------------------------------------- | -------------------------------------------- | -------------------------------------------- | -------------------------------------------- | -------------------------------------------- |
| Ano                                          | 0-14 Anos                                    | 15-24 Anos                                   | 25-64 Anos                                   | > 65 Anos                                    |
| 2001                                         | 330                                          | 332                                          | 1245                                         | 650                                          |
| 2011                                         | 228                                          | 231                                          | 1066                                         | 680                                          |
| 2021                                         | 189                                          | 141                                          | 899                                          | 652                                          |